# Opisthoncana formidabilis
Genre
Espèce
Opisthoncana formidabilis, unique représentant du genre Opisthoncana, est une espèce d'araignées aranéomorphes de la famille des Salticidae.

## Distribution

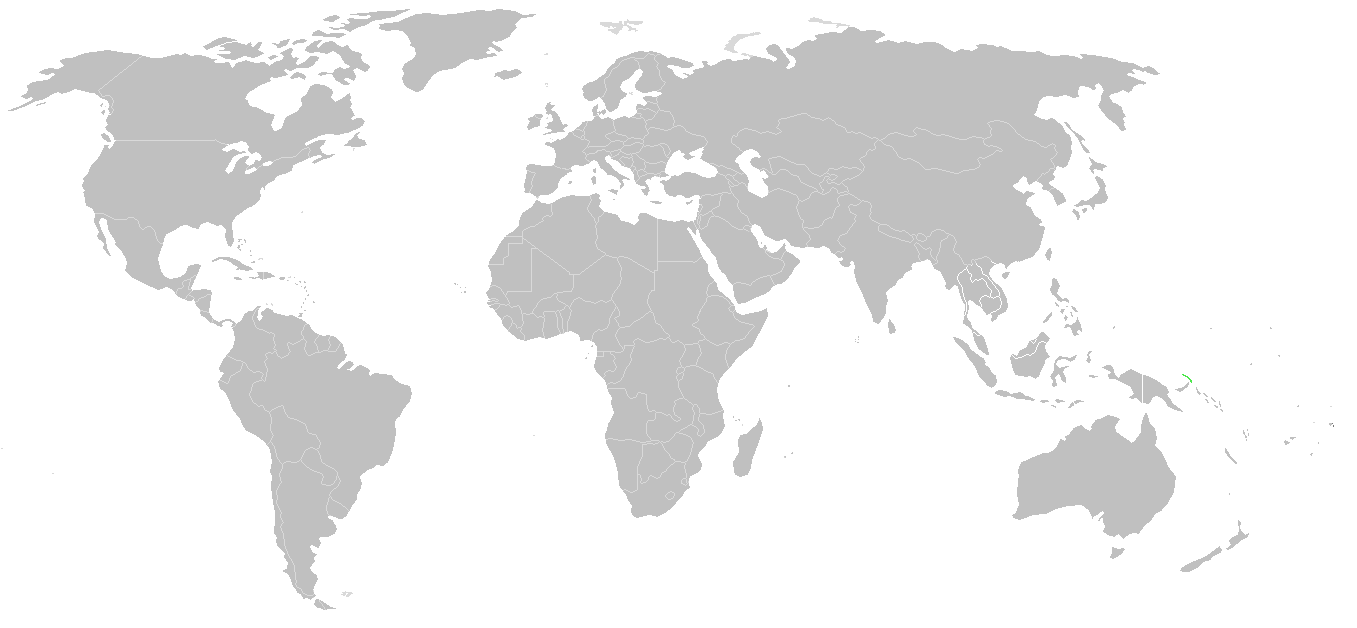
Distribution

Cette espèce est endémique de Nouvelle-Irlande dans l'archipel Bismarck en Papouasie-Nouvelle-Guinée.

## Description
Les mâles mesurent de 15 à 16 mm.

## Publication originale
- Strand, 1913 : Neue indoaustralische und polynesische Spinnen des Senckenbergischen Museums. Archiv fur Naturgeschichte, sér. A, vol. 79, no 6, p. 113-123 (texte intégral).